# Lenguas de Escocia
Escocia se ha caracterizado a lo largo de la historia por su diversidad cultural y lingüística. Las lenguas habladas en la actualidad o en el pasado en Escocia se dividen en dos familias: lenguas celtas y lenguas germánicas. El inglés de Escocia es la lengua oficial, aunque otras dos, el escocés y el gaélico escocés también tienen reconocimiento cooficial.

## Lenguas celtas

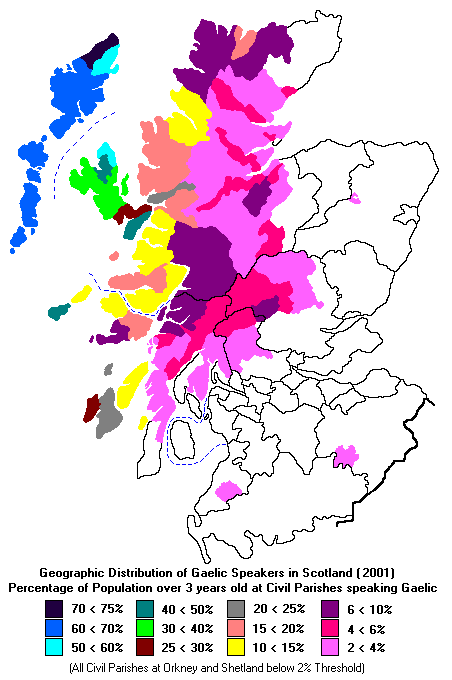
Porcentaje de hablantes del gaélico escocés en Escocia.

La única lengua celta que todavía se conserva en Escocia es el gaélico escocés, hablado en algunas zonas de las Highlands y en las Islas Hébridas, pero que anteriormente se hablaba en zonas mucho más amplias, como atestigua la toponimia. Una variante del gaélico se hablaba también en la zona suroeste de Escocia, alrededor de Galloway, y también en Annandale y Strathnith, pero actualmente ha desaparecido. Ambas lenguas provienen del Gaélico antiguo, descendiente a su vez del Gaélico primitivo.
En el pasado también se hablaban en Escocia varias lenguas britónicas, actualmente desaparecidas. La más importante era el idioma cúmbrico, hablado en el Reino de Strathclyde, así como en Cumbria, en el norte de Inglaterra.
También ha desaparecido completamente la lengua picta, que forma una rama independiente dentro de las lenguas celtas, hablada en su momento por los pictos desde las Islas Shetland hasta Fife. El idioma fue desapareciendo cuando los pictos fueron invadidos sucesivamente por los escotos, los britanos y los anglosajones, cada uno con su propia lengua.

## Lenguas germánicas

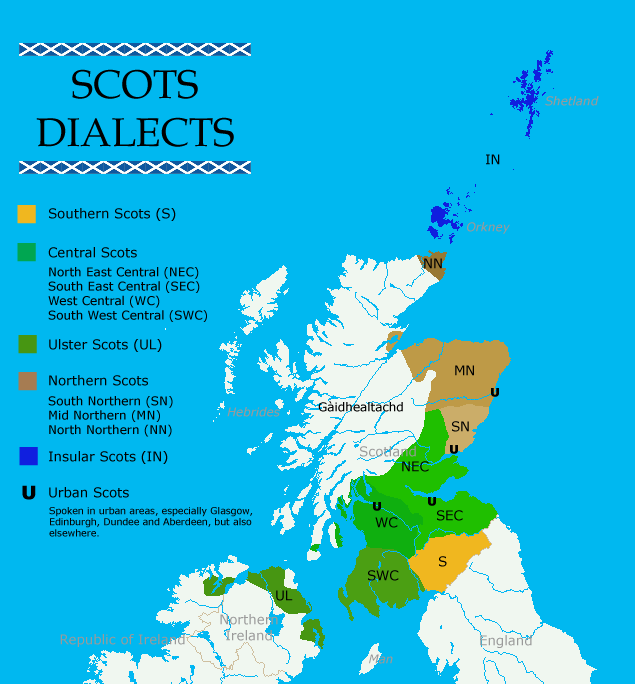

En la Escocia actual se hablan dos lenguas germánicas: el escocés y el inglés de Escocia. El escocés (en inglés, Scots o Lowland Scots) se habla en el sur de Escocia, en la zona conocida como Lowlands. Proviene de una variante septentrional del denominado inglés medio conocida como "escocés antiguo". El escocés tiene la peculiaridad de ser una lengua pluricéntrica, con muy diversas variedades y dialectos, hasta el punto de que no es posible definir cuál es el "escocés correcto". De hecho, esta diversidad es un motivo de orgullo para los hablantes de escocés.
El inglés de Escocia, por su parte, es el dialecto estándar del idioma inglés hablado en Escocia. En él pueden encontrarse influencias del escocés y del gaélico escocés. La variante más septentrional constituye un dialecto diferenciado, el inglés de las Highlands, más influido aún por el gaélico escocés. 
Otra lengua germánica, la lengua norn, era una lengua escandinava hablada en las Islas Shetland y en las Órcadas, así como en Caithness, en la zona más septentrional de Escocia. Cuando las islas fueron cedidas a Escocia por Noruega en el siglo XV, tanto el gobierno escocés como la Iglesia de Escocia desaconsejaron su uso, de forma que con el tiempo fue sustituido por el idioma escocés.

## Otras lenguas
El romaní también se habla en Escocia, pero está prácticamente extinto en la actualidad; tras su contacto con otras lenguas escocesas se han producido préstamos léxicos que han permanecido incluso después de su desaparición. También el gaélico escocés de las comunidades nómadas se ha visto influido por esta lengua.
Además, numerosas lenguas extranjeras, habladas principalmente por inmigrantes, se están instalando en Escocia. La lengua extranjera más hablada es el francés, seguida por el Urdu, el chino mandarín y el idioma polaco.
La comunidad de sordos de Escocia emplea fundamentalmente la Lengua de señas británica (BSL), con pocas modificaciones. Hay pocas señas que sean exclusivas de la comunidad escocesa.
- Datos: Q3032680
- Multimedia: Languages of Scotland / Q3032680